# Saint-Pierre-des-Échaubrognes
Saint-Pierre-des-Échaubrognes è un comune francese di 1 402 abitanti situato nel dipartimento delle Deux-Sèvres nella regione della Nuova Aquitania.

## Società

### Evoluzione demografica
Abitanti censiti